# Ecseri út
Ecseri út - stacja budapeszteńskiego metra znajdująca się w ciągu niebieskiej linii podziemnej kolejki. Posiada jeden - centralnie ulokowany - peron.